# Rey Mysterio
Ne pas confondre avec son oncle : Rey Misterio, Sr. et son cousin : El Hijo de Rey Misterio
 (janvier 2025).
Óscar Gutiérrez Rubio (né le 11 décembre 1974 à San Diego (Californie) est un catcheur (lutteur professionnel) américain d'origine mexicaine. Il travaillait à la World Wrestling Entertainment, dans la division SmackDown, sous le nom de Rey Mysterio.
Il est aussi connu pour son travail à l'Asistencia Asesoría y Administración et à la World Championship Wrestling
Il est souvent considéré comme un des meilleurs luchadores de tous les temps et est souvent cité comme étant le catcheur américain d'origine mexicaine qui a fait émerger le style de catch mexicain aux États-Unis durant les années 1990
Durant sa carrière, il a été trois fois champion du monde : il a remporté à deux reprises le championnat du monde poids-lourds de la WWE, et une fois le championnat de la WWE et divers titres secondaires. Il est aussi sorti vainqueur du Royal Rumble de 2006.

## Carrière

### Débuts (1989-1996)
Óscar Gutiérrez commence à s'entraîner dès l'âge de 14 ans auprès de son oncle Rey Misterio, Sr., un catcheur et promoteur de Tijuana. À cette époque il rencontre Dionicio Castellanos (qui se fera connaître sous le nom de Psicosis) et Carlos Ashenoff qui deviendra Konnan. Le 30 avril 1989, Gutiérrez fait ses débuts sous le nom de ring de Colibri au sein d'une fédération du circuit indépendant californien. Pendant les trois années qui suivent, il lutte au sein de la fédération de son oncle à Tijuana ainsi que de l'autre côté de la frontière, dans des fédérations du sud de la Californie.
Gutiérrez rejoint la Asistencia Asesoría y Administración (AAA) en 1992 à l'âge de 18 ans. Son oncle souhaite que le public réalise la relation familiale entre l'oncle et le neveu et dit à Gutiérrez qu'il mérite d'utiliser le nom de Rey Mysterio, Jr. Le 28 octobre, il devient champion des poids-welters de la AAA (en), titre qu'il conserve jusqu'au 26 février 1993. Il entre en conflit avec Juventud Guerrera, qui devient une rivalité entre la famille de Rey Mysterio, Jr. et de son oncle Rey Misterio Sr., contre Juventud Guerrera et son père Fuerza Guerrera (en).
Après la AAA, Rey Mysterio, Jr., Juventud Guerrera et Psicosis sont contactés par Paul Heyman et ils signent un contrat à l'Extreme Championship Wrestling aux États-Unis en 1995. Mysterio, Jr. y catche face à son rival Psicosis. Leur style de Lucha libre fait rapidement effet, et les deux lutteurs font rapidement leurs preuves. L'apogée de leur rivalité à la ECW arrive lors de November to Remenber dans un Mexican Death match à l'ECW Arena de Philadelphie.

### World Championship Wrestling(1996-2001)

#### Division Cruiserweight (1996-1999)
Après son bref passage à l'Extreme Championship Wrestling, il rejoint Psicosis à la World Championship Wrestling. Il fait ses débuts lors du Great American Bash, le 16 juin 1996, sous le nom de Rey Mysterio, Jr., en perdant face à Dean Malenko dans un match pour le championnat des poids-moyens. Le mois suivant, à Bash at the Beach, il bat Psicosis dans un match pour déterminer le prochain prétendant no 1 au championnat des poids-moyens. Le 8 juillet à WCW Monday Nitro, il bat Malenko et remporte son premier championnat des poids-moyens. Champion durant trois mois, notamment en défendant son titre contre Malenko, Super Caló ou Ultimo Dragon, il perd le titre contre Malenko à Halloween Havoc, le 27 octobre 1996,,,. Il entame une rivalité face à Ultimo Dragon pour le J-Crown Championship, mais perd le match à World War 3 et ne remporte donc pas le titre.
Au début de l'année 1997, il entame une rivalité avec Prince Iaukea (en) pour le championnat mondial de la télévision mais ne remporte pas le titre à SuperBrawl VII à la suite d'une attaque de Lord Steven Regal. Il perd son match revanche à Uncensored. Le Mexicain commence alors une rivalité avec le clan dominant de la WCW : la New World Order (NWO). La rivalité prend une autre dimension quand ces derniers attaquent Mysterio lors de Road Wild alors qu'il était en train de combattre Konnan dans un Mexican Death match. Il commence ensuite une rivalité avec son ami Eddie Guerrero. À Halloween Havoc, il bat Eddie dans un Title vs. Mask match et remporte le championnat des poids-moyens pour la seconde fois. Le 10 novembre, à Monday Nitro, il perd son titre contre Guerrero, puis  un match revanche à World War 3, qu'il perd.
Le 15 janvier 1998, à WCW Thunder, Mysterio bat Juventud Guerrera et remporte son troisième championnat des poids-moyens, mais le perd quelques jours plus tard face à Chris Jericho, à Souled Out,. Après le match, Jericho continue de frapper Mysterio à l'aide d'une caisse à outils qu'il a trouvé sous le ring. Mysterio est blessé au genoux pour une durée de six mois. Il fait son retour à Bash at the Beach où il bat Jericho pour remporter pour la quatrième fois le championnat des poids-moyens. Cependant, la nuit suivante, à la suite d'une intervention de Dean Malenko, il perd le titre, toujours face à Jericho. Plus tard, Eddie Guerrero créé la Latino World Order qui comprend presque tous les catcheurs latino de la WCW, mais Mysterio refuse de se joindre à eux. Il affronte plusieurs membres du clan comme Guerrero ou Psicosis à Road Wild notamment. Il est finalement forcé à rejoindre le clan après avoir perdu un match face à Eddie Guerrero. Le partenaire de longue date de Mysterio, Billy Kidman, l'a rejoint dans sa rivalité avec la LWO, malgré le fait que Mysterio fasse partie du clan. Son alliance avec Kidman s'est formée après que Mysterio a aidé Kidman à vaincre Juventud Guerrera pour le championnat des poids-moyens à World War 3. Mysterio perd son match face à Kidman et Juventud dans un Triangle match pour le championnat des poids-moyens, gagné par Kidman, à Starrcade. Kidman bat à nouveau Mysterio lors de Souled Out dans un Fatal Four Way match incluant également Juventud et Psicosis,

#### Giant Killer(1999)

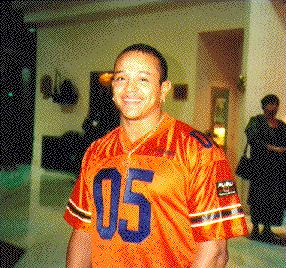
Rey Mysterio sans son masque en 1999.

En 1999, après la réformation de la New World Order, le clan exige que la Latino World Order soit dissoute. Mysterio refuse de retirer les couleurs de son clan et est attaqué par la NWO en conséquence. Cela mène à un match à SuperBrawl IX entre d'un côté Mysterio et Konnan, et de l'autre les Outsiders Kevin Nash et Scott Hall. Le tout dans un Hair vs. Mask match, que les Mexicains perdent. Mysterio est alors obligé d'enlever son masque. Après le match, il téléphone à son oncle, Rey Misterio, Sr., et exprime publiquement sa déception d'être démasqué :

« J'étais fortement contre ça ! Je ne pense pas que la WCW ait compris ce que le masque signifiait pour moi, mes fans et ma famille. C'était un très mauvais moment pour eux. Les fans voulaient Rey Mysterio avec le masque, et le perdre m'a beaucoup blessé. C'est également très frustrant que ça ne soit pas arrivé dans une rivalité avec un autre lutteur masqué, mais durant un match éliminatoire. La même chose est arrivée à Juventud et Psicosis et c'est, psychologiquement, un mauvais coup de la part d'Eric Bischoff. Je ne pense pas que les fans comprennent que j'étais dans une position où je n'avais aucune option. J'ai dû perdre mon masque ou mon travail. »

Mysterio devient plus tard le « Giant Killer », battant des adversaires de grande taille comme Kevin Nash, Bam Bam Bigelow ou Scott Norton,. Il fait face à Nash à Uncensored, dans un match où Lex Luger est intervenu en la faveur de Nash.
Le 15 mars à WCW Monday Nitro, il bat Billy Kidman pour remporter son quatrième championnat des poids-moyens. Le 22 mars, Mysterio obtient son premier match pour le championnat du monde poids-lourds de la WCW face au champion Ric Flair en remplacement d'El Dandy, blessé. La rencontre se termine par une victoire par disqualification à cause de l'interférence d'Arn Anderson. La semaine suivante, Mysterio et Kidman font équipe et battent les Four Horsemen (Ric Flair, Chris Benoit et Dean Malenko) pour remporter les championnats du monde par équipe. Mysterio devient un double-champion. Il conserve son championnat des poids-moyens contre son partenaire Billy Kimdan à Spring Stampede avant de le perdre le 19 avril contre Psicosis dans un Fatal Four Way match qui incluait également Juventud et Blitzkrieg (en),. L'épisode suivant, il bat Psicosis et remporte son cinquième championnat des poids-moyens. À Slamboree, Kidman et lui perdent les championnats du monde par équipe dans un Triple Threat Tag Team match face à Perry Saturn et Raven. L'autre équipe était Chris Benoit et Dean Malenko.

#### No Limit SoldiersetFilthy Animals(1999-2001)
À la moité de l'année 1999, Mysterio et Konnan rejoigent les No Limit Soldiers de Master P et commencent une rivalité avec les West Texas Rednecks (WTR) (Curt Hennig et Bobby Duncum, Jr. (en)). À Geat American Bash, ils battent les WTR. Lors de Bash at the Beach, il les battent à nouveau dans un dans un Elimination Tag Team match. À la suite du départ de Master P, Billy Kidman, Eddie Guerrero et Mysterio forment un nouveau clan de heel : les Filthy Animals,. C'est la seule fois dans sa carrière que le luchador est heel. Ils commencent une rivalité avec les Dead Pool qu'ils battent dans un Six-man Tag Team match à Road Wild puis à Fall Brawl,. Le 19 août, à Thunder, Mysterio perd le championnat des poids-moyens contre Lenny Lane (en).
Le 18 octobre 1999, Rey et Konnan s'associent pour battre les Harlem Heat (Booker T et Stevie Ray) pour les championnats du monde par équipe. Mais Mysterio se blesse pendant le match. Billy Kidman remplace Rey pour la défense de leur titre contre Harlem Heat et The First Family, durant laquelle les Filthy Animals perdent leur titre au profit de Harlem Heat. Mysterio fait son retour au début de l'année 2000 rejoignant les New Blood en opposition au Millionaire's Club. Le 14 août, Mysterio et Juventud battent le Great Muta et Vampiro pour remporter les championnats du monde par équipe. Ils perdent leurs titres lorsqu'Ernest Miller (en) fait le tombé sur Disco Inferno (la stipulation voulait que si Miller battait Disco Inferno, Rey et Juventud perdaient leurs titres). Les Filthy Animals entrent en rivalité avec les Natural Born Thrillers (Mark Jindrak, Sean O'Haire, Mike Sanders, Chuck Palumbo, Shawn Stasiak, Reno et Johnny the Bull) et les battent lors de Fall Brawl. Mysterio reforme son équipe avec Kidman et combattent pour les championnats du monde par équipe à Halloween Havoc, face aux Natural Born Thrillers et aux Boogie Knights (Disco Inferno et Alex Wright) dans un match où les Thrillers les conservent.
Au début de l'année 2001, les Filthy Animals entrent en rivalité avec la Team Canada (Lance Storm, Mike Awesome et Elix Skipper). Ils sont battus par cette équipe à Sin, dans un Penalty Box match. Lors de SuperBrawl Revenge, Mysterio perd son match contre Chavo Guerrero, Jr. et ne remporte pas le championnat des poids-moyens. Kidman et Mysterio participent à un tournoi pour déterminer les premiers champions par équipe des poids-moyens mais perdent face à Elix Skipper et Kid Romeo (en) à Greed. Lors du dernier épisode de WCW Monday Nitro, ils remportent les championnats par équipe des poids-moyens pour en devenir les seconds et derniers champions. La WCW est ensuite rachetée par la World Wrestling Federation.

### World Wrestling Entertainment(2002-2015)

#### Début et Cruiserweight Champion (2002-2004)

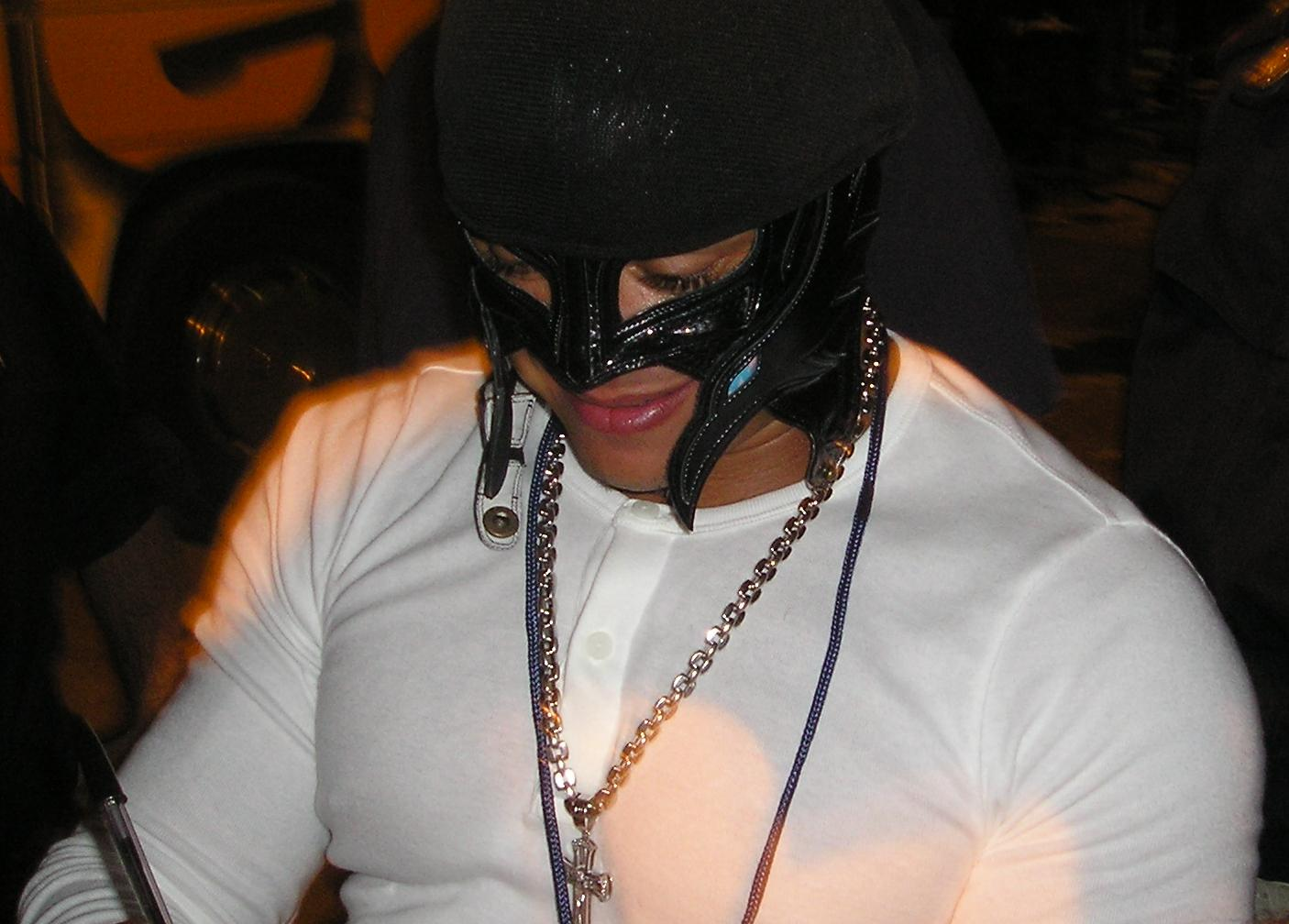
Rey Mysterio signant des autographes en 2004.

Au début de l'année 2002, Rey signe un contrat avec la World Wrestling Federation, il supprime « Jr. » de son nom de ring et devient Rey Mysterio. Vince McMahon lui demande également de porter son masque. Le 25 juillet 2002, Rey Mysterio débute à SmackDown dans un combat face à Chavo Guerrero, qu'il remporte. Un mois plus tard, il dispute son premier match de Pay-per-view de la WWE à SummerSlam face à Kurt Angle, mais perd. Rey fait ensuite équipe avec Edge pour remporter le WWE Tag Team Championship le 7 novembre 2002 à SmackDown face à Chris Benoit et Kurt Angle. C'est le premier titre de Mysterio à la WWE. Ils perdent les ceintures par équipes quelques semaines plus tard, aux Survivor Series dans un Triple Threat Elimination match face à Los Guerreros et l'équipe de Benoit et d'Angle.
Le 6 mars 2003, Mysterio bat Tajiri et Jamie Noble dans un Triple Threat match et devient prétendant no 1 pour le Cruiserweight Championship, match de championnat qu'il perd à WrestleMania XIX face à Matt Hardy à la suite de l'intervention de Shannon Moore. Le 5 juin, il bat Matt Hardy et gagne le Cruiserweight Championship. Mysterio perd le titre contre Tajiri le 25 septembre.
Le 1er janvier 2004 à SmackDown, Mysterio bat Tajiri et regagne le championnat des poids-moyens. Il défend le titre avec succès face à Noble à l'édition 2004 du Royal Rumble. Mysterio perd le championnat contre Chavo Guerrero à No Way Out, Chavo conserve son titre à WrestleMania XX en battant Mysterio dans un Cruiserweight Open. Mysterio récupère une nouvelle fois le championnat des poids-moyens dans un match de championnat contre Chavo Classic à SmackDown le 17 juin. Il défend son titre avec succès contre Chavo Guerrero Jr. dans un match simple au Great American Bash. Puis, il perd un Fatal Four Way match aux Survivor Series face à Billy Kidman, Chavo Guerrero et Spike Dudley vainqueur du match.

#### Équipe et rivalité avec Eddie Guerrero (2004-2005)

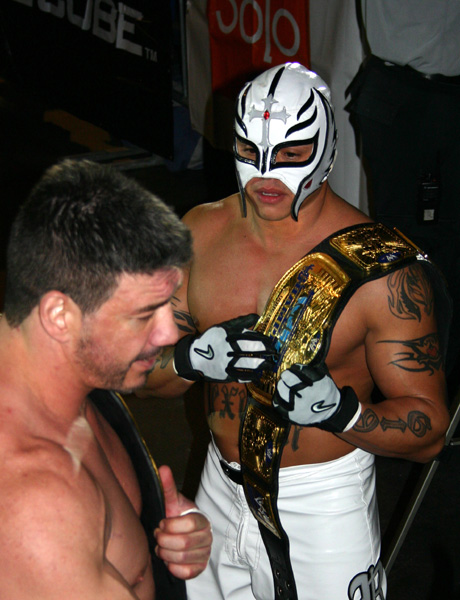
Rey et Eddie Guerrero en tant que champions par équipe en 2005.

Ne parvenant pas à reprendre le championnat des poids-moyens, Mysterio forme une équipe avec Rob Van Dam et gagne les championnats par équipe de Kenzo Suzuki et René Duprée à SmackDown le 9 décembre 2004. Ils défendent avec succès le titre contre les anciens champions à Armageddon, avant de le perdre contre les Basham Brothers (Doug et Danny) le 13 janvier 2005 à SmackDown.
Mysterio forme ensuite une équipe avec Eddie Guerrero pour regagner les championnats par équipe face aux Basham Brothers à No Way Out,. Lors de WrestleMania 21, les deux partenaires se font face en un contre un pour prouver qui est le meilleur des deux au lieu de défendre leurs ceintures par équipe comme le veut la tradition. Mysterio remporte le combat et c'est le début d'une longue rivalité qui va mettre aux prises les deux anciens amis, Guerrero effectuant un heel turn en raison de son incapacité à vaincre Mysterio. Ils perdent leurs championnats par équipe face à MNM. Eddie perd ses matchs face à Mysterio lors de l'édition 2005 de Judgment Day et de Great American Bash,. La rivalité prend une tournure familiale lorsqu'Eddie menace Mysterio de révéler un secret à propos de Dominik, le fils de Mysterio. Quelques semaines plus tard Eddie révèle alors que Dominik est en réalité son fils. À SummerSlam, Mysterio gagne contre Eddie Guerrero dans un Ladder match grâce à Vickie Guerrero, dont les enjeux sont les papiers officiels concernant la garde de Dominik. La rivalité entre les deux hommes prend fin lorsque Guerrero remporte un Steel Cage match à SmackDown. Le 13 novembre 2005, Eddie Guerrero est trouvé mort dans sa chambre d'hôtel à Minneapolis dans le Minnesota. Le 14 novembre, la WWE organise une émission en son hommage : Raw Eddie Guerrero Tribute où Mysterio donne un discours émouvant sur Eddie, et en preuve de respect, enleve son masque (il met sa tête vers le bas, afin que personne ne puisse voir son visage). Mysterio bat ensuite Shawn Michaels dans un match amical plus tard cette même nuit. Après le match, Michaels et Mysterio se saluent sur le ring et Mysterio pointe le ciel du doigt, en criant, en mémoire de Guerrero.

#### World Heavyweight Champion (2005-2006)

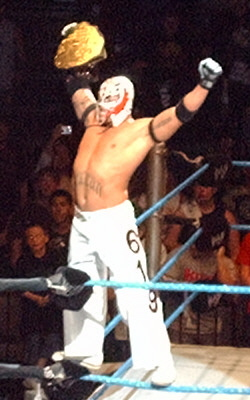
Rey Mysterio en tant que champion du monde poids-lourds en 2006.

Mysterio forme ensuite une équipe avec le champion du monde poids-lourds Batista pour gagner le championnat par équipe le 16 décembre 2005 à SmackDown face à Joey Mercury et Johnny Nitro (MNM), mais les deux récupèrent leur titre le 30 décembre. Le 21 janvier 2006, Mysterio participe à un hommage à Guerrero, Tribute to Eddie Guerrero, un événement organisé par la WWE à Monterrey au Mexique.
Le 29 janvier, Mysterio remporte la dix-neuvième édition du Royal Rumble après son entrée à la deuxième place et une durée de plus de 62 minutes, parvenant à éliminer Randy Orton. En remportant le Royal Rumble match, Mysterio obtient un match de championnat pour le championnat du monde poids-lourds à WrestleMania 22.
Le 3 février, Mysterio attaque Randy Orton, car ce dernier faisait des commentaires de mauvais goût sur Eddie Guerrero. À la fin de la soirée, Orton lance un défi à Mysterio : s'il le bat à No Way Out, il prend sa place pour le championnat à WrestleMania, un défi que le luchador accepte. Randy Orton remporte le match et la place de Mysterio à WrestleMania, mais Mysterio regagne son opportunité le 24 février quand le manager général Theodore Long lui accorde une autre chance dans un Triple Threat match contre Kurt Angle et Orton.
Lors de WrestleMania, Mysterio remporte le championnat du monde poids-lourds pour la première fois de sa carrière en effectuant le tombé sur Randy Orton à la suite du 619 et West Coast Pop.
Mysterio commence une rivalité avec le champion des États-Unis, JBL. Cette feud voit Mysterio affronter n'importe quel adversaire que JBL désire (Kane, Mark Henry, The Great Khali, etc.) dans les semaines avant leur combat pour le championnat de Mysterio à Judgment Day. Mysterio défend son titre avec succès lors du Pay-per-view. Le 26 mai, Rey Mysterio affronte JBL pour le championnat une fois de plus. Juste avant, Mysterio a joué le même jeu que JBL en le mettant au défi dans un match contre Bobby Lashley pour son titre. JBL perd le championnat des États-Unis ce qui lui a fait dire que s'il ne gagne pas contre Mysterio, il doit quitter SmackDown. Dans le main event, Mysterio gagne finalement le match et JBL doit partir de l'émission.
Le 7 juin, Mysterio est battu par Rob Van Dam dans un match WWE vs. ECW (entre la WWE et la fédération sœur, l'Extreme Championship Wrestling. Immédiatement après, WWE.com rapporte que Paul Heyman a approché Mysterio pour qu'il joigne la ECW, offre que Rey Mysterio a refusée. Les faits étant mentionnés à SmackDown le 9 juin, Heyman se venge et fait intervenir Sabu lors du main-event entre Finlay et Mysterio pour faire perdre ce dernier. Après l'affrontement, Sabu fait passer Mysterio à travers une table. À One Night Stand, Mysterio garde son titre puisque Sabu et lui sont déclarés incapables de continuer le match après un DDT de Sabu qui fait passer les deux hommes à travers une table.
Il entre ensuite en rivalité avec King Booker après que ce dernier est devenu l’aspirant no 1 en remportant une bataille royale, le menant au combat de championnat à Great American Bash. La rivalité s’étale sur quelques semaines avec quelques victoires de Rey Mysterio sur les membres de la cour ou sur le roi lui-même. Lors de Great American Bash, il affronte King Booker dans le main event. Celui-ci remporte le titre après que Chavo trahisse Mysterio en le frappant avec une chaise.

#### Diverses rivalités (2006-2009)
Lors du SmackDown suivant la perte de son titre, il obtient son combat revanche pour le titre contre King Booker, mais perd. Lors de SummerSlam, il perd contre Chavo Guerrero après l'intervention de Vickie Guerrero. Le 25 août 2006, Vickie montre son vrai visage et se retourne contre lui. La semaine suivante elle confirme qu’elle est maintenant du côté de Chavo et devient sa gérante. À No Mercy, ils s'affrontent à nouveau mais cette fois dans un Falls Count Anywhere match, Rey Mysterio l’emporte. La rivalité se termine le 20 octobre dans « I Quit » match que Mysterio perd.
Il doit quitter la WWE pour une opération au genou. Durant sa convalescence il continue de travailler notamment le soir où SmackDown est enregistré dans sa ville de San Diego en Californie, où il fait une apparition pour tenir les fans au courant de l'avancée de son rétablissement.
À SummerSlam, le 26 août 2007, il fait son retour et bat Chavo Guerrero. Dans l'épisode de SmackDown qui suit, le 31 août, Theodore Long annonce la tenue d'un tournoi pour désigner le prétendant no 1 pour le championnat du monde poids-lourds contre The Great Khali à Unforgiven. Rey Mysterio remporte ce tournoi en l'emportant sur Finlay en finale. Lors d'Unforgiven, dans un Triple Threat match, Batista remporte le titre en portant un Spinebuster sur Khali. Aux Survivor Series, son équipe composée de Triple H, Jeff Hardy et Kane battent l'équipe composée de MVP, Umaga, Mr. Kennedy, Finlay et Big Daddy V. Lors d'Armageddon, il gagne par disqualification un match contre MVP pour le championnat des États-Unis et ne remporte pas le titre.
Au Royal Rumble, Edge le bat par tombé avec l'aide de Vickie Guerrero. Il se blesse au biceps pendant une tourné en Amérique du Sud. À No Way Out, il a une deuxième chance de remporter le titre, malgré sa blessure, il décide de relever le défi. Il ne réussit pas à battre Edge.
Le 22 février 2008, il annonce publiquement sa blessure et déclare qu'il ne pourra pas catcher avant six mois et ratera donc WrestleMania XXIV. Mais Vickie Guerrero le fait ensuite combattre contre Chavo Guerrero. Bien que remportant ce combat, il doit faire face à l'intervention de Big Show, qui le détruit.
Lors du sixième draft annuel de la WWE, il est envoyé à Raw. Le 30 juin, il fait son retour après sa blessure. Santino Marella vient alors le provoquer, ce qui se termine par un match et par la défaite de l'Italien.
Il entame ensuite une rivalité avec Kane qui porte un sac avec le masque de Mysterio depuis le début du mois de juillet. Lors de No Mercy, il bat Kane par disqualification. À Cyber Sunday, il gagne contre Kane dans un No Holds Barred Match.
Lors des Survivor Series, Shawn Michaels, Cryme Tyme, The Great Khali et lui gagnent face à JBL, The Miz, John Morrison, MVP et Kane. Lors du Raw du 1er décembre, il bat The Miz pour gagner le droit d'affronter Kofi Kingston en demi-finale pour devenir le challenger au championnat Intercontinental. Lors du Raw du 8 décembre, il bat Kofi Kingston et arrive en finale contre CM Punk qu'il affrontera à Armageddon. Lors d'Armageddon, il perd et ne devient pas challenger au championnat Intercontinental. Il se brise le nez pendant le match.
Lors du Royal Rumble, il rentre en 1re position et se fait éliminer en 24e par Big Show et Mike Knox.
Lors de No Way Out, il ne remporte pas le championnat du monde poids-lourds au profit d'Edge qui a volé la place de Kofi Kingston en l'agressant pendant son entrée et qui devient le nouveau champion. Ce match inclut aussi le champion John Cena, Mike Knox, Chris Jericho et Kane.

#### Champion intercontinental (2009)

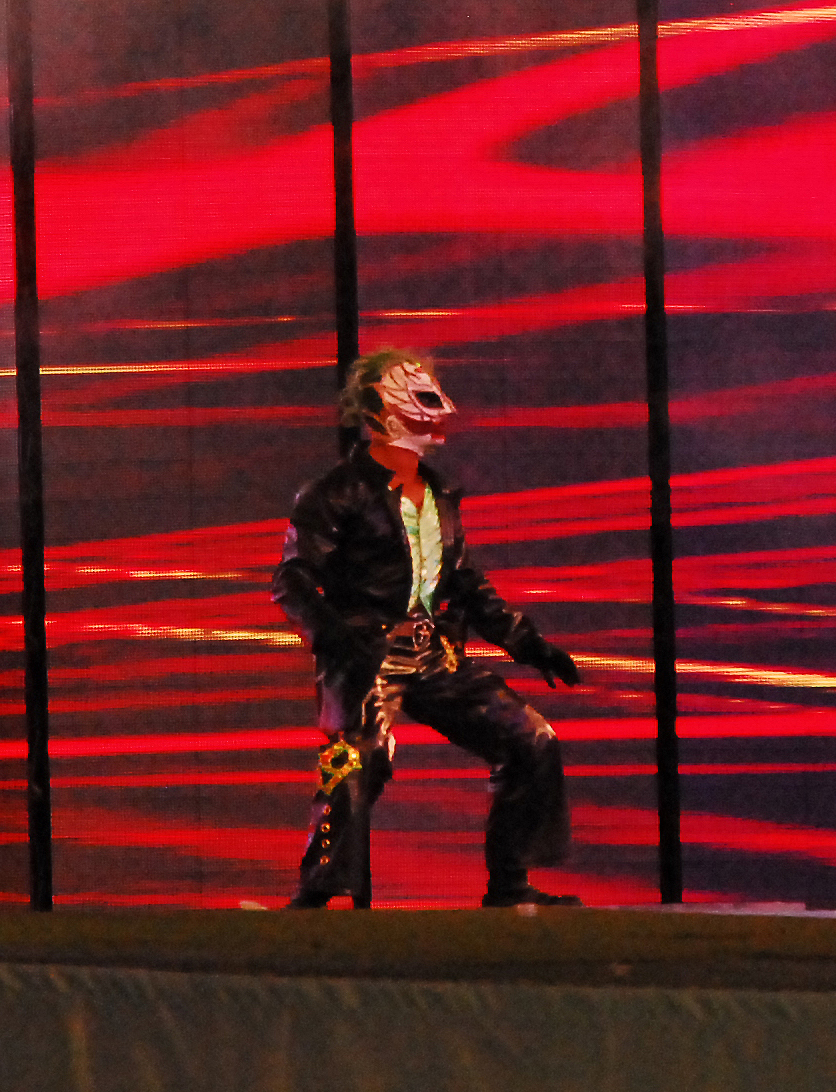
Rey Mysterio à WrestleMania XXV avant son match contre JBL.

Lors de WrestleMania XXV, il remporte le championnat Intercontinental face à JBL et devient officiellement Triple Crown Champion.
Lors du septième draft annuel de la WWE, il est envoyé à SmackDown grâce à la victoire de Chris Jericho sur Tommy Dreamer. Il entre alors en rivalité avec Jericho pour le championnat Intercontinental. Lors de Judgement Day, il conserve son titre face à Jericho mais le perd face au même adversaire lors d'Extreme Rules dans un No Holds Barred match,. À The Bash, il affronte Chris Jericho pour le titre dans un match avec stipulation : s'il vient à perdre, il doit enlever son masque. Lors de ce match, il bat Jericho, remporte le titre et garde son masque. Après une attaque de Dolph Ziggler, le 10 juillet, une feud débute entre les deux. Lors de Night of Champions, il bat Ziggler et conserve son titre. Il ré-affronte Ziggler à SummerSlam, où il le bat encore une fois.
Le 27 août, il est suspendu pour une durée de 30 jours pour avoir été contrôlé positif lors de tests antidopage et antidrogue,. Il perd donc son titre au profit de John Morrison.

#### Rivalités avec Batista et CM Punk (2009-2010)

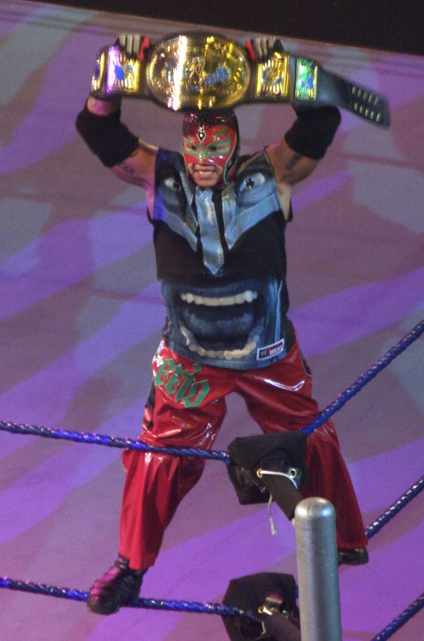
Rey Mysterio en tant que champion intercontinental.

Il fait son retour le 4 octobre, à Hell in a Cell où il fait équipe avec Batista pour les championnats par équipe unifiés face au Big Show et Chris Jericho (Jerishow), mais perdent le match. Lors du nouveau pay-per-view Bragging Rights, il affronte Batista, CM Punk et The Undertaker mais ne remporte pas le championnat du monde poids-lourds de l'Undertaker. Après le match, il se fait attaquer par Batista parce que, lorsqu'il faisait le tombé, Mysterio est intervenu pour empêcher Batista de remporter le match. Il entame une rivalité avec son ancien ami. Aux Survivor Series, il perd contre Batista par K.O.
Il affronte ensuite The Undertaker au Royal Rumble, mais perd le match. La semaine suivante, il entame une rivalité avec CM Punk. À Elimination Chamber, il ne remporte pas le titre au profit de Chris Jericho qui devient le nouveau champion ; il s'est fait éliminer en 3e position par John Morrison après avoir éliminé Punk. Le match comprenait aussi R-Truth et le champion Undertaker.
Le 12 mars, Rey Mysterio est avec sa famille sur le ring. Sa femme Angie, son fils Dominik et sa fille Aaliyah. Il est là pour fêter les neuf ans de sa fille mais CM Punk et la Straight Edge Society arrivent pour se moquer de Rey et sa famille. Punk lui propose un match à WrestleMania XXVI. Il remporte son match à WrestleMania face à Punk avec comme stipulation que, s'il venait à perdre il devait rejoindre la Straight Edge Society. Lors d'Extreme Rules, il perd son match après l'intervention d'un homme avec une cagoule, laissant ainsi la victoire à CM Punk. Ce dernier devait se raser la tête en cas de défaite (symbole de sa supériorité dans sa Straight Edge Society). Lors d'Over the Limit, il affronte CM Punk dans un S.E.S. Pledge vs. Hair match : s'il perd, il doit rejoindre la Straight Edge Society, mais s'il gagne, il rase la tête de Punk. Il gagne son match mais l'homme masqué puis Luke Gallows interviennent jusqu'à ce que Kane vienne l'aider. CM Punk est menotté au ring pour que Rey puisse lui couper les cheveux.

#### Second titre de champion du monde poids lourd (2010)
Le 28 mai, il affronte et perd contre The Undertaker pour se qualifier au match pour le championnat du monde poids lourds à Fatal 4-Way. Lors de ce match, l'Undertaker se casse le nez, l'orbite et a une commotion cérébrale ; il ne peut donc pas participer au match. Ainsi une Battle Royal est organisée pour déterminer qui prendra sa place. Mysterio remporte le match en éliminant Kane en dernier. À Fatal 4-Way, il remporte son deuxième titre mondial en remportant le championnat du monde poids-lourds après avoir fait le tombé sur le champion Jack Swagger. Le match comprenait aussi Big Show et CM Punk.
Lors de Money in the Bank, alors qu'il vient de défendre avec succès son titre contre Swagger, Kane utilise sa mallette remporté lors de Money in the Bank pour obtenir un match de championnat et remporter le titre.
Le 6 août, il bat Drew McIntyre et après le match, il révèle que Kane est l'agresseur de The Undertaker (ce dernier avait été agressé quelque temps auparavant et se trouvait dans un état végétatif, Kane c'était alors lancé à la recherche du « responsable »).
Lors de SummerSlam, il perd face à Kane.

#### Diverses rivalités et champion de la WWE (2010-2011)

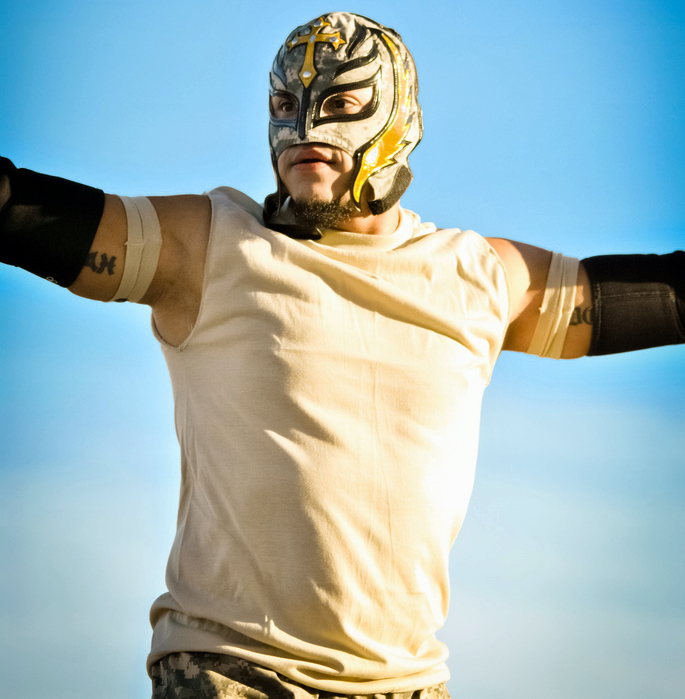
Rey Mysterio en 2010.

Le 20 août, il s'incline face à Alberto Del Rio, dont c'était le premier match à la WWE, par soumission. Le 27 août, il perd face à Kane dans un No Disqualification match pour le championnat du monde poids lourds, après que ce dernier lui porte un Chokeslam sur une chaise. Après le match, Del Rio l'attaque, lui brisant le poignet. Il est donc absent quelques semaines.
Le 15 octobre, il gagne face à Cody Rhodes et se qualifie pour la Team SmackDown à Bragging Rights où elle remporte la bataille dont Edge et lui sont les seuls « survivants » du 7-on-7 Elimination match. Son équipe (Big Show, Chris Masters, Kofi Kingston et MVP) affronte celle d'Alberto Del Rio à Survivor Series et gagne.
Lors de TLC, il ne remporte pas le titre poids-lourd, battu par Edge dans un TLC match qui incluait aussi Del Rio et Kane.
Le 30 janvier 2011 au Royal Rumble, il participe sans succès au Royal Rumble match en se faisant éliminer par Wade Barrett. Lors d'Elimination Chamber, il perd contre Edge et ne remporte pas le championnat du monde poids lourd. Le match incluait aussi Wade Barrett, Kane, Drew McIntyre et Big Show.
Parallèlement, il entame une rivalité avec Cody Rhodes, a qui il a cassé le nez lors du SmackDown du 21 janvier. Ce dernier revient le 25 février et l'attaque puis lui enlève son masque. La semaine suivante, Rhodes lui lance un défi pour WrestleMania XXVII, où il lui assure qu'il lui enlèvera son masque. Mysterio accepte le défi deux semaines plus tard. Lors de WrestleMania XXVII, il perd face à Cody Rhodes.
Lors du neuvième draft annuel de la WWE, il est drafté à Raw. Lors d'Extreme Rules, il prend sa revanche sur Rhodes en le battant dans un Falls Count Anywhere match. À Over the Limit, il perd contre R-Truth. À Capitol Punishment, il perd contre CM Punk. Lors de Money in the Bank, il ne remporte pas le Money in the Bank Ladder match de Raw à la suite de la victoire d'Alberto Del Rio qui lui a ôté son masque avant de décrocher la mallette.
Le lendemain, un tournoi est organisé pour déterminer le nouveau champion de la WWE. Il bat Dolph Ziggler au premier tour et R-Truth au second pour arriver en finale contre The Miz. La semaine suivante, il bat The Miz et devient le nouveau champion de la WWE, mais plus tard, dans le main event, Triple H organise un autre match pour le titre face à John Cena qui avait droit à un match revanche pour le titre, et Rey perd la ceinture face à ce dernier.

#### Diverses rivalités et départ (2011-2015)

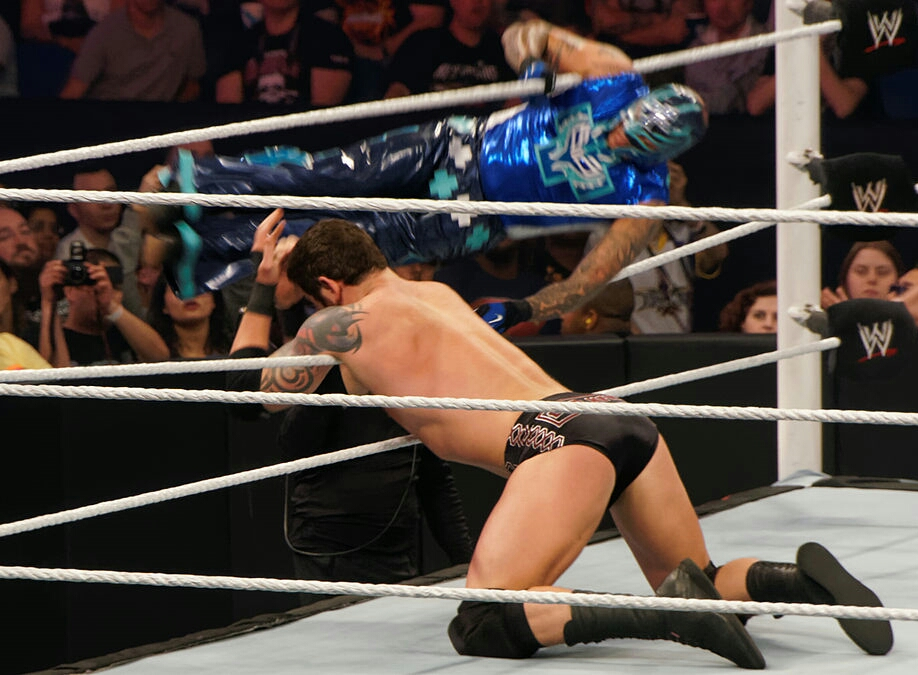
Rey Mysterio lors de son dernier match à la WWE face à Wade Barrett, le 7 avril 2014.

Lors de SummerSlam, il fait équipe avec Kofi Kingston et John Morrison et bat The Miz, Alberto Del Rio et R-Truth. The Miz attaque Rey Mysterio sur la scène, et il se blesse à nouveau au genou. Une semaine plus tard, il est annoncé qu'il doit subir une sixième opération à cette articulation. Il fait une apparition lors des Slammy Awards, le 12 décembre 2011 pour remettre le prix de la Superstar de l'année (Superstar of the Year).
Il devait faire son retour en mai 2012, mais est suspendu pendant 60 jours le 26 avril à la suite de sa seconde violation de la politique[Laquelle ?] de la compagnie. Sa suspension prend fin le 25 juin.
Rey Mysterio fait son retour lors du Raw du 16 juillet 2012 en attaquant Alberto Del Rio.
Lors de SummerSlam, il ne parvient cependant pas à remporter le championnat intercontinental contre le Miz. Il est ensuite absent quelques jours à la suite d'une commotion cérébrale, subie durant son match. À son retour, Rey Mysterio commence à faire équipe avec Sin Cara. Ces derniers entre en rivalité avec Cody Rhodes, qui tente à plusieurs reprises d'arracher le masque de Mysterio. Les deux hommes participent alors à un tournoi afin de déterminer les prétendants no 1 aux championnats par équipes, détenus par la Team Hell No. L'équipe arrive en finale du tournoi, mais perd face à la Team Rhodes Scholars, composée de Cody Rhodes et Damien Sandow. Lors des Survivor Series, Mysterio et Sin Cara participent à un match à 5 contre 5 à élimination, que leur équipe l'emporte. En fin d'année, lors de TLC, ils tentent à nouveau de devenir les prétendants aux titres face à la Team Rhodes Scholars dans un Tag Team Tables match, sans succès.
Le 27 janvier 2013 au Royal Rumble, il entre en 14e position dans le Royal Rumble match, où il se fait éliminer par Wade Barrett.
Il devait ensuite participer à l'Elimination Chamber match à Elimination Chamber, mais est remplacé, et prend du repos à cause de problèmes familiaux et de douleurs à son genou gauche, pour lesquelles il est soigné.
Il fait son retour lors de la tournée au Mexique avec Sin Cara en battant Alberto Del Rio et Wade Barrett. Lors de Hell in a Cell, il apparaît aux côtés des commentateurs espagnols.
Il fait son retour le 18 novembre 2013 et porte son 619 sur Luke Harper et Jack Swagger. Lors des Survivor Series, il perd avec son équipe composée des Usos, Cody Rhodes et Goldust face à The Shield et à Antonio Cesaro et Jack Swagger.
Lors de TLC, Cody Rhodes et Goldust conservent les championnats par équipe contre The Real Americans ; Big Show et Rey Mysterio ; et Ryback et Curtis Axel.
Le 26 janvier 2014, il entre en 30e position au Royal Rumble, mais se fait éliminer par Seth Rollins.
À WrestleMania XXX, il participe à la André the Giant Memorial Battle Royal mais se fait éliminer par le gagnant, Cesaro.
Il aurait dû quitter la WWE en mai 2014, mais à la suite de ses nombreuses blessures, Vince McMahon prolonge son contrat jusqu'en mai 2015. Rey Mysterio, lui, voulait vraiment quitter la fédération à la fin de son contrat en 2014.
Le 17 août 2014, il apparaît dans une vidéo de l'Asistencia Asesoría y Administración (AAA), son ancienne fédération, lors du pay-per-view Triplemanía III (en), où il annonce un retour proche. Il est cependant toujours sous contrat avec la WWE.
La WWE annonce son départ de la fédération le 26 février 2015,.

### Retour à laAsistencia Asesoría y Administración(2015-2016)
Il signe un contrat avec la Asistencia Asesoría y Administración (AAA) le 4 mars 2015.
Il dispute son premier combat le 18 mars 2015 au cours de Rey de Reyes (en) où, avec Myzteziz, il remporte un match par équipe face à Perro Aguayo Jr. et Pentagón Jr..
Le 21 mars, il participe à un combaten équipe avec Tigre Uno les opposant à Manik et Perro Aguayo Jr. au cours d'un spectacle organisé par une fédération locale. Pendant ce combat, Aguayo Junior tombe et perd connaissance dans les cordes, après avoir été frappé par un coup de pied dans le dos. Cela provoque un traumatisme aux cervicales, puis l'arrêt cardiaque d'Aguayo qui décède peu de temps après.
Le 24 mai 2015, il remporte la Coupe du Monde de la Lucha Libre (es) en équipe avec Alberto El Patron et Mysteziz en gagnant la finale contre Matt Hardy, Johnny Mundo et Mr Anderson.

### Lucha Underground (2016-2018)
En décembre 2015, il fait ses débuts télévisés à la Lucha Underground.
Le 10 janvier 2016, il gagne avec Prince Puma et Dragon Azteca Jr. les Lucha Underground Trios Championship, avant de les perdre une semaine plus tard face à Worldwide Underground (Jack Evans, Johnny Mundo et PJ Black).
En mars 2016, il fait officiellement parti du roster de la Lucha Underground.

### Circuit indépendant (2016-2018)
Le 14 janvier 2016, lors d'un show de la 5 Star Wrestling (en), il perd contre A.J. Styles.
Lors du spectacle de la What Culture Pro Wrestling, No Regrets, il participe au Rumble match en entrant en 27e position et se fait éliminer par Joe Coffey et ne remporte pas le WCPW World Heavyweight Championship.
Lors du PWWC Mexico Part 5 le 7 mai 2017, il bat Alberto El Patron et se qualifie pour la suite du tournoi. En demi-finale du tournoi le 14 mai, il bat Juventud Guerrera.
Le 2 février 2018 lors de 5 Star Wrestling, il bat Zack Gibson par disqualification.

### New Japan Pro-Wrestling (2018)
Le 10 février 2018, une vidéo est diffusée lors du show New Beginning in Osaka faisant la promotion d'un match entre Rey Mysterio et Jushin Thunder Liger, match qui aura lieu le 25 mars 2018. Le 22 mars, il est annoncé que Mysterio s'est blessé au biceps et qu'il ne pourra pas affronter Liger à NJPW Strong Style Evolved le 25 mars et est remplacé par Will Ospreay.

### Retour à l'AAA (2018)
Le 3 juin 2018 lors de Verano de Escándalo (en), il perd un triple threat match impliquant Rey Wagner et Jeff Jarrett au profit de ce dernier, ce match avait pour enjeu le AAA World Heavyweight Championship de Wagner.

### ALL IN(2018)
Le 1er septembre 2018, lors du spectacle All In, il perd avec Fénix et Bandido contre The Golden Elite (les Young Bucks et Kōta Ibushi).

### Retour à la World Wrestling Entertainment (2018-...)

#### Apparitions spéciales et retour (2018)
Le 28 janvier 2018, lors du Royal Rumble, il entre en 27e position et se fait éliminer par Finn Bálor après avoir lui-même éliminé Adam Cole.
Le 27 avril lors du WWE Greatest Royal Rumble, il entre en 28e position, élimine Luke Gallows mais se fait éliminer par Baron Corbin.

#### Arrivée àSmackDown(2018-2019)
Le 19 septembre, il est annoncé que Mysterio vient de signer un contrat de deux ans avec la WWE.
Le 16 octobre lors de SmackDown 1000, il bat Shinsuke Nakamura et se qualifie pour la coupe du monde de la WWE.
Le 2 novembre, lors de Crown Jewel, il passe le premier tour de la coupe du monde de la WWE en battant Randy Orton, après le match, Orton attaque Mysterio. Lors du deuxième tour, Mysterio perd contre The Miz et ne se qualifie pas pour la finale.
Le 18 novembre lors des Survivor Series, il perd avec l'équipe de SmackDown (Shane McMahon, The Miz, Samoa Joe et Jeff Hardy) contre celle de Raw (Bobby Lashley, Braun Strowman, Dolph Ziggler, Drew McIntyre et Finn Bálor) en se faisant éliminer par Strowman.
Le 25 novembre à Starrcade, il gagne avec Rusev contre Shinsuke Nakamura et The Miz.
Le 16 décembre à TLC: Tables, Ladders and Chairs, Mysterio bat Orton au cours d'un Chairs match.

#### Draft àRaw, double champion des États-Unis de la WWE et diverses rivalités (2019-2020)
Le 7 avril à WrestleMania 35, il ne remporte pas le titre des États-Unis de la WWE, battu par Samoa Joe par soumission. Le 15 avril à Raw, lors du Superstar Shake-Up, il est officiellement transféré au show rouge. Le 19 mai à Money in the Bank, il devient le nouveau champion des États-Unis de la WWE en prenant se revanche sur le Samoan de manière controversée, remportant le titre pour la première fois de sa carrière et devenant ainsi le 14e WWE Grand Slam Champion. Le 3 juin à Raw, à cause d'une blessure à l'épaule, il est contraint d'abandonner le titre au Samoan.
Le 8 juillet à Raw, il effectue son retour de blessure, après un mois d'absence, mais perd face à Bobby Lashley.
Le 24 novembre aux Survivor Series, malgré l'aide de son fils Dominik Mysterio, il ne remporte pas le titre de la WWE, battu par Brock Lesnar dans un No Holds Barred Match. Le lendemain à Raw, il devient aspirant no 1 au titre des États-Unis de la WWE en battant Drew McIntyre, Ricochet et Randy Orton dans un Fatal 4-Way match. Plus tard dans la soirée, il redevient champion des États-Unis de la WWE en battant AJ Styles, aidé par une intervention extérieure de The Apex Predator qui effectue un Face Turn, remportant le titre pour la seconde fois. Le 26 décembre lors d'un show live au Madison Square Garden, il perd face à Andrade, ne conservant pas son titre et mettant fin à un règne de 31 jours.
Le 26 janvier 2020 au Royal Rumble, il entre dans le Royal Rumble masculin en 7e position, mais se fait éliminer par Brock Lesnar.
Le 10 mai à Money in the Bank, il ne remporte pas la mallette, gagnée par Otis.
Le 19 juillet à Extreme Rules, il perd face à Seth Rollins lors d'un Eye for an Eye Match. Le 30 août à Payback, Dominik Mysterio et lui battent Murphy et Seth Rollins.

#### Draft àSmackDown, alliance avec Dominik Mysterio et champion par équipe (2020-2021)
Le 9 octobre à SmackDown, lors du Draft, son fils et lui sont annoncés être officiellement transférés au show bleu par Stephanie McMahon. Le 22 novembre lors du pré-show aux Survivor Series, il ne remporte pas la Dual Brant Battle Royal, battu par le Miz.
Le 31 janvier 2021 au Royal Rumble, il entre dans le Royal Rumble masculin en 26e position, mais se fait éliminer par Omos.
Le 16 mai à WrestleMania Backlash, Dominik Mysterio et lui deviennent les nouveaux champions par équipe de SmackDown en battant les Dirty Dawgs, remportant les titres pour la première fois de leurs carrières et devenant la première équipe père-fils de l'histoire de la WWE à remporter les titres par équipe.
Le 18 juillet lors du pré-show à Money in the Bank, ils perdent face aux Usos, ne conservant pas leurs titres et mettant fin à un règne de 62 jours. Le 21 août à SummerSlam, ils ne remportent pas les titres par équipe de SmackDown, battus par leurs mêmes adversaires.

#### Retour àRaw(2021-2022)
Le 1er octobre à SmackDown, lors du Draft, ils sont annoncés être officiellement transférés au show rouge par Adam Pearce.
Le 29 janvier 2022 au Royal Rumble, il entre dans le Royal Rumble masculin en 23e position, mais se fait éliminer par Otis. Le 19 février lors du pré-show à Elimination Chamber, il bat le Miz. Deux soirs plus tard à Raw, son adversaire défie les Mysterios dans un match à WrestleMania 38 et présente son nouveau partenaire Logan Paul, avant que les deux Heels ne les attaquent.
Le 2 avril à WrestleMania 38, son fils et lui perdent face au Miz et Logan Paul.
Le 30 juillet à SummerSlam, aidés par Edge revenu de blessure après un mois d'absence, ils battent le Judgment Day (Finn Bálor et Damian Priest) (accompagnés de Rhea Ripley) dans un No Disqualification Match. Le 3 septembre à Clash at the Castle, Edge et lui battent le Judgment Day (Damian Priest et Finn Bálor). Après le combat, son fils effectue un Heel Turn en portant un Low-Blow à son partenaire et une Clothestline sur sa propre personne.

#### Draft àSmackDown, alliance avec Legado Del Fantasma, triple champion des États-Unis de la WWE et blessure (2022-2024)
Le 14 octobre à SmackDown, il est officiellement transféré au show bleu, après discussion avec Triple H. Plus tard dans la soirée, il remplace Karrion Kross, blessé après un accident de voiture et l'attaque de Drew McIntyre sur ce dernier en début de show, et devient aspirant no 1 au titre Intercontinental de la WWE en battant Ricochet, Sheamus et Solo Sikoa dans un Fatal 4-Way Match.
Le 28 janvier 2023 au Royal Rumble, il devait entrer dans le Royal Rumble match masculin en 17e position, mais n'a pu y participer, à la suite d'une attaque causée soit par son propre fils, soit par le Judgment Day. Le 10 mars à SmackDown, il forme officiellement une alliance avec la Legado del Fantasma, car le clan effectue un Face Turn en se rangeant de son côté face au Judgment Day.
Le 1er avril à WrestleMania 39, il bat son propre fils Dominik Mysterio, avec l'aide de Bad Bunny.
Le 11 août à SmackDown, il remplace Santos Escobar et redevient champion des États-Unis de la WWE en battant Austin Theory, remportant le titre pour la troisième fois. Le 4 novembre à Crown Jewel, il perd face à Logan Paul de manière controversée, ne conservant pas son titre et mettant fin à un règne de 85 jours. Quelques jours après ce match, il se fait opérer du genou droit et doit s'absenter pour une durée allant de six à huit semaines.

#### Retour (2024-...)
Le 1er mars 2024 à SmackDown, il fait son retour de blessure et vient en aide Carlito pour battre Santos Escobar. Le 6 avril à WrestleMania XL, Andrade et lui battent "Dirty" Dominik Mysterio et Santos Escobar, aidés par les Philadelphia Eagles.

## Palmarès
- Asistencia Asesoría y Administración
  - Mexican National Trios Championship - avec Octagón (en) et Super Muñeco (en) (1 fois)[195]
  - Mexican National Welterweight Championship (1 fois)[196]
  - Young Stars Tag Team Tournament 1994 avec Abismo Negro (en)
  - AAA Hall of Fame (2007)
  - Lucha Libre World Cup 2015 avec Myzteziz et Alberto El Patrón
- Dramatic Dream Team
  - 1 fois Ironman Heavymetalweight Championship[197]
- Destiny Wrestling
  - 1 fois Destiny Championship
- Hollywood Heavyweight Wrestling
  - 1 fois HHW Light Heavyweight Championship
- International Wrestling All-Stars
  - IWAS Tag Team Champion - avec Konnan (1 fois)[198]
- International Wrestling Concil
  - International Wrestling Concil World Middleweight Title (2 fois)[199]
- Lucha Underground
  - 1 fois Lucha Underground Trios Championship avec Prince Puma et Dragon Azteca Jr[200].
- Tijuana, Mexico
  - Tijuana Hall of Fame (2006)
- World Championship Wrestling
  - 5 fois WCW Cruiserweight Championship[201]
  - 1 fois WCW Cruiserweight Tag Team Championship - avec Billy Kidman[202]
  - 3 fois champion du monde par équipe de la WCW
    - 1 fois avec Billy Kidman[203]
    - 1 fois avec Konnan[203]
    - 1 fois avec Juventud Guerrera[203]

  - Prix du match de l'année 1997 du WCW Magazine contre Eddie Guerrero pour le Cruiserweight Championship
- World Wrestling Association
  - 3 fois WWA Lightweight Champion[2]
  - 1 fois Champion par équipes de la WWA avec Rey Misterio[204]
  - 3 fois WWA Welterweight Champion[205]
- World Wrestling Council
  - 1 fois Champion du Monde des juniors de la WWC[206]
- World Wrestling Entertainment
  - 1 fois champion de la WWE
  - 2 fois champion du monde poids lourds de la WWE[207]
  - 2 fois champion Intercontinental de la WWE[208],[207]
  - 3 fois champion poids lourds-légers de la WWE[201]
  - 3 fois champion des États-Unis de la WWE
  - 4 fois champion par équipes de la WWE
    - 1 fois avec Edge[209]
    - 1 fois avec Rob Van Dam[209]
    - 1 fois avec Eddie Guerrero[209]
    - 1 fois avec Batista[209]

  - 1 fois champion par équipe de SmackDown - avec Dominik Mysterio
  - Vainqueur du Royal Rumble 2006[72]
  - 21e champion Triple Crown de la WWE
  - 14e champion Grand Slam de la WWE
  - Introduction dans le Hall of Fame en 2023

## Récompenses de magazines
- Wrestling Observer Newsletter
  - Rookie of the Year (Débutant de l'année) (1992)[210]
  - Most Outstanding Wrestler 1996[211]
  - Best Flying Wrestler (Meilleur voltigeur) (1995[212], 1996[212], 1997[212], 2002[212], 2003[212], 2004[212]
  - Best Wrestling Maneuver (Meilleure prise) (1995) pour le West Coast Pop[213]
  - Match of the Year (Match de l'année) (2002) avec Edge, contre Chris Benoit et Kurt Angle à No Mercy 2002[214]
  - Worst Feud of the Year (Pire rivalité de l'année) (2008) - avec Kane[215]
- Pro Wrestling Illustrated

| Année | 1994 | 1995 | 1996 | 1997 | 1998 | 1999 | 2000       | 2001 | 2002 | 2003 | 2004 | 2005 | 2006 | 2007       | 2008 | 2009 | 2010 | 2011 | 2012       | 2013 | 2014 | 2015       | 2016 | 2017 | 2018 | 2019 | 2020 | 2021 | 2022 | 2023 | 2024 |
| ----- | ---- | ---- | ---- | ---- | ---- | ---- | ---------- | ---- | ---- | ---- | ---- | ---- | ---- | ---------- | ---- | ---- | ---- | ---- | ---------- | ---- | ---- | ---------- | ---- | ---- | ---- | ---- | ---- | ---- | ---- | ---- | ---- |
| Rang  | 101  | 18   | 7    | 29   | 107  | 4    | Non classé | 198  | 58   | 19   | 22   | 14   | 6    | Non classé | 59   | 26   | 13   | 8    | Non classé | 64   | 104  | Non classé | 76   | 125  | 145  | 53   | 43   | 103  | 174  | 53   | 45   |

## Vie privée
Son oncle est Rey Misterio, Sr. et son cousin est El Hijo de Rey Misterio.
Il est marié à une femme se prénommant Angie. Rey Mysterio a eu deux enfants, Dominik Mysterio, qui travaille actuellement à la WWE, et une fille, Aalyah, née en 2001.

## Divers
Il a de nombreux tatouages sur le corps : sur le bras droit et gauche il a le nom de chacun de ses enfants (Aaliyah et Dominik), deux ailes de colibris sur chacun de ses pectoraux dont à l'intérieur est formé le calendrier aztèque, un chapelet, et il est écrit en gros sur son bas ventre « MEXICAN » et possède une croix sur son avant-bras gauche en hommage à Eddie Guerrero. Il a aussi un tatouage que 2Pac et lui ont fait en même temps lorsqu'il était à la WCW.
Il vit à San Diego. Il est un fervent catholique et fait le signe de la croix avant chacun de ses combats. Il portait les initiales « EG » à chacune de ses apparitions en hommage à Eddie Guerrero, il a tatoué ces initiales. Il a servi de doublure à Freddy Krueger dans le film Freddy contre Jason. C'est lui qui sort du Crystal Lake sur le quai. Il a aussi doublé quelques scène de combat avec Jason Voorhees.

### Masques et costumes
Pour chaque édition de WrestleMania auquel il a participé, il porte un costume souvent inspiré d'un film :
- WrestleMania XIX : costume Daredevil[219]
- WrestleMania XX : costume de Flash[220]
- WrestleMania 21 : masque de « Mr Americain »[221]
- WrestleMania 22 : costume fait par Louis Vuitton avec un masque que son épouse Angie avait créé[222]
- WrestleMania XXV : costume du Joker (hommage à Heath Ledger)[223]
- WrestleMania XXVI : costume aux couleurs du film Avatar[224]
- WrestleMania XXVII : costume de Captain America[221]
- Wrestlemania XXXV : costume de Mysterio
- ALL IN (circuit indépendant) : costume à l'image de Wolverine[225]
- Survivor Series (2019) : costume du Joker (Joaquin Phoenix)

Il porte régulièrement des lentilles de contact de la même couleur que ses vêtements, alors que ses masques varient et sont habituellement jumelés à ses vêtements.
Lorsqu'il n'est pas dans le ring et qu'il fait des apparitions publiques, il porte un masque noir ou un masque plus léger fait expressément pour lui par Louis Vuitton.[réf. nécessaire]
En raison de la volonté de la WWE de garder son identité secrète et de ne pas révéler qu'il a déjà perdu son masque dans le passé, la WWE ne peut utiliser aucun match de l'ère WCW où il luttait à visage découvert. La seule fois où Rey Mysterio est apparu sans son masque était à l'occasion du Raw hommage à Eddie Guerrero. Mais, en général, il ne montre jamais son visage à la caméra, respectant la tradition des luchadores.[réf. nécessaire]

## Série télévisée
- 2011 : Paire de rois (Pairs of the Kings) : lui-même